# Nélio Pereira Pita
Nélio Pereira Pita, C.M. (Estreito de Câmara de Lobos, 11 de outubro de 1973) é um prelado português da Igreja Católica, desde 2025 é bispo auxiliar da Arquidiocese de Braga.

## Biografia
Obteve a licenciatura em teologia na Universidade Católica Portuguesa de Lisboa e a licenciatura em teologia espiritual na Universidade Pontifícia Comillas de Madri. É mestre em psicologia clínica pelo Instituto Universitário de Ciências Psicológicas, Sociais e da Vida em Lisboa e frequentou o curso de especialização em psicoterapia psicodinâmica na Sociedade Portuguesa de Psicologia Clínica em Lisboa.
Em 5 de setembro de 1994, entrou para a Província Portuguesa da Congregação da Missão e emitiu os votos perpétuos no dia 25 de março de 1999 e em 29 de julho de 2000, recebeu a ordenação presbiteral.
Foi diretor do Seminário Maior da Província Portuguesa da Congregação da Missão (2003-2008); membro do Seminário Internacional de Estudos Vicentinos (2014-2020); pároco de Santo Tomás de Aquino em Lisboa (2008-2020); visitador provincial da Província Portuguesa da Congregação da Missão (2020-2022); membro da Ordem dos Psicólogos Portugueses e da Sociedade Portuguesa de Psicologia Clínica.
A partir de 2022 e até sua nomeação episcopal, foi assistente geral da Congregação da Missão em Roma.
Em 6 de junho de 2025, o Papa Leão XIV o nomeou como bispo auxiliar de Braga, atribuindo a sé titular de Garba. Recebeu a ordenação episcopal em 27 de julho seguinte, na Sé de Braga, de Dom José Manuel Garcia Cordeiro, arcebispo de Braga, coadjuvado por Dom Nuno Brás da Silva Martins, bispo do Funchal e por Dom Augusto César Alves Ferreira da Silva, C.M., bispo emérito de Diocese de Portalegre-Castelo Branco.